# Zygophyllum rosowii
Zygophyllum rosowii là một loài thực vật có hoa trong họ Zygophyllaceae. Loài này được Bunge miêu tả khoa học đầu tiên năm 1843.